# Franz Sommer (SS-Mitglied)
Franz Sommer (* 30. November 1897 in Düsseldorf; † 3. März 1980 ebenda) war ein deutscher Gestapobeamter, SS-Führer und Leiter des  Einsatzkommandos 1 der Einsatzgruppe VI in Polen.

## Leben
Nach dem Schulbesuch nahm Sommer ab 1914 als Kriegsfreiwilliger am Ersten Weltkrieg teil. Nach Kriegsende trat er 1919 in Düsseldorf als Polizeianwärter in den Polizeidienst ein. Sommer stieg 1926 zum Kriminalkommissar auf. Ab 1931 leitete er die Politische Polizei in Oberhausen.
Nach der Machtübertragung an die NSDAP leitete er ab dem 15. April 1933 die Politische Polizei in Düsseldorf. Ab dem 1. April 1934 war er bei der Gestapo in Düsseldorf tätig, wo er Anfang Oktober 1934 zum Kriminalrat befördert wurde. Von Oktober 1934 bis Juli 1939 war Sommer Leiter der Staatspolizeistelle Düsseldorf.
Zum 1. Mai 1933 trat er der NSDAP bei (Mitgliedsnummer 2.266.842). Am 4. März 1936 wurde er Mitglied der SS (SS-Nummer 272.578). In der SS wurde Sommer im November 1940 zum SS-Obersturmbannführer befördert.
Nach Beginn des Zweiten Weltkrieges war Sommer Führer des Einsatzkommandos 1 der Einsatzgruppe VI, die polnische Intellektuelle und Juden ermordete.
Ab November 1940 war Sommer langjähriger Leiter der Kriminalpolizeileitstelle in Köln. Wegen einer Lungenerkrankung wurde Sommer zu einem Kuraufenthalt nach Davos beurlaubt. Dort organisierte er sich Unterlagen auf einen Falschnamen und zog erst mehrere Jahre später wieder in die Bundesrepublik Deutschland. Sommer lebte inkognito bis zu seinem Tod 1980 in Düsseldorf. Ermittlungen gegen Sommer wurden nicht aufgenommen, da er in Düsseldorf nicht gemeldet war.